# Jarmila Kratochvílová
Jarmila Kratochvílová (* 26. ledna 1951 Golčův Jeníkov) je bývalá československá atletka, běžkyně na krátkých a středních tratích, nejlepší československá běžkyně všech dob.[zdroj?]

## Život
S atletikou začínala v roce 1967 v oddíle Slavoj Čáslav. V roce 1979 přestoupila do VŠ Praha. Jejím trenérem byl od začátku Miroslav Kváč.
Je držitelkou současného světového rekordu na 800 m v čase 1:53,28, který vytvořila 26. července 1983 v Mnichově. Tento rekord je vůbec nejdéle platným světovým rekordem v oficiálních disciplínách v historii ženské atletiky. Kratochvílová drží také druhý nejlepší čas v historii v běhu na 400 metrů časem 47,99 s. (spolu s Maritou Kochovou je jedinou ženou v historii, která běžela "čtvrtku" v čase pod 48 sekund).
Na trati 400 metrů držela  do 19. února 2023 halový světový rekord časem 49,59 s. Tento její čas z Milána z března 1982 byl nejstarším běžeckým světovým rekordem v atletice; překonala ho až nizozemská běžkyně Femke Bolová na národním šampionátu v Apeldoornu časem 49,26 sekundy. Národní rekordy drží v ženské kategorii v disciplínách 100 m, 200 m, 400 m i 800 m. Svými výkony patří mezi nejlepší světové, evropské, československé i české atletky historie.
Po skončení kariéry v roce 1987 se věnuje se zejména trenérské činnosti v Čáslavi. Na místním sportovišti působila ještě přinejmenším v březnu 2023.
Dne 28. října 2013 ji prezident republiky Miloš Zeman vyznamenal medailí Za zásluhy. První knihu o svém životě napsala spolu s Miroslavem Kváčem roku 1985, druhou s názvem Fenomén Jarmila vydala v roce 2013.

## Sportovní úspěchy
- 1977: Halové mistrovství Evropy, San Sebastián (Španělsko), 400 m, 6. místo, 53,95
- 1980: LOH 1980, Moskva (Rusko), 400 m, 2. místo, 49,46
- 1982: Halové mistrovství Evropy, Milán (Itálie), 400 m, 1. místo, 49,59
- 1982: Mistrovství Evropy, Athény (Řecko), 400 m, 2. místo, 48,85
- 1983: Mnichov (Německo), 800 m, 1. místo, 1:53,28,  (Současný světový rekord) a ER
- 1983: Mistrovství světa, Helsinky (Finsko), 400 m, 1. místo, 47,99
- 1983: Mistrovství světa, Helsinky (Finsko), 800 m, 1. místo, 1:54,68

## Osobní rekordy
Dráha
- Běh na 100 metrů – 11,09 s – 6. červen 1981, Bratislava (NR)
- Běh na 200 metrů – 21,97 s – 6. červen 1981, Bratislava (NR)
- Běh na 400 metrů – 47,99 s – 10. srpen 1983, Helsinky (NR)
- Běh na 800 metrů – 1:53,28 – 26. červenec 1983, Mnichov  (Současný světový rekord)

Hala
- Běh na 200 metrů – 22,76 s – 28. leden 1981, Vídeň (NR)
- Běh na 400 metrů – 49,59 s – 7. březen 1982, Milán (NR)

## Ocenění
- 1981: Nejlepší Sportovec roku ČSSR, 1. místo
- 1983: Nejlepší Sportovec roku ČSSR, 1. místo
- 1983: byla zvolena nejlepším sportovcem Evropy.[8]

## Obvinění z dopingu
Svých nejlepších úspěchů podle svých slov dosáhla díky extrémní tréninkové zátěži ve spolupráci s trenérem Miroslavem Kváčem. V srpnu 2006 byla Kratochvílová nepřímo obviněna deníkem MF Dnes z užívání dopingu, ta však spolu s Kváčem tato obvinění odmítá.
V únoru 2011 oznámil David Skopal z Advokátní kancelář Pokorný, Wagner & spol., že zastupuje Helenu Fibingerovou a Jarmilu Kratochvílovou a bude jejich jménem požadovat po Českém rozhlasu finanční kompenzaci kvůli tomu, že na stanici Vltava odvysílal hru Davida Drábka Koule, jejíž hlavní postava, bývalá koulařka Milena, vykazuje společné znaky s Helenou Fibingerovou a postava Radmila s Jarmilou Kratochvílovou a obě postavy jsou ve hře obviňovány z dopingu, což právní zástupce sportovkyň považuje za porušení jejich práva na ochranu osobnosti. Podle Lidovek.cz chtěl v téže věci podat na Český rozhlas žalobu i Český atletický svaz.
Sportovní novinář Luděk Mádl v roce 2021 uvedl, že pravděpodobnost, že Kratochvílová nebyla zařazena do československého státního dopingového programu, se limitně blíží nule. Také uvedl, že však je možné, že nevěděla, co jí píchají.